# 中央観閲式

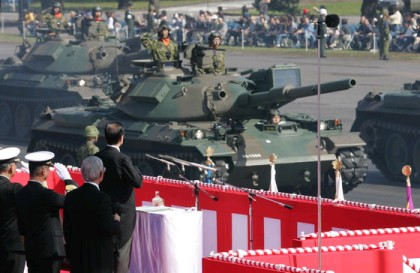
2007年10月28日、第54回中央観閲式にて戦車部隊を観閲する内閣総理大臣福田康夫

中央観閲式（ちゅうおうかんえつしき）は、陸上自衛隊が原則的に3年に一度、埼玉県南部の陸上自衛隊朝霞訓練場で実施していた観閲式の通称である。自衛隊の創設を記念して、自衛隊記念日行事の一環として2024年（令和6年）まで行われていた。陸上自衛隊では自衛隊記念日観閲式と呼称している。
陸上自衛隊は開催目的を「自衛隊の最高指揮官である内閣総理大臣（観閲官）の観閲を受けることにより、隊員の使命の自覚及び士気の高揚を図るとともに、防衛力の主力を展示し、自衛隊に対する国民の理解と信頼を深める」こととしている。

## 歴史

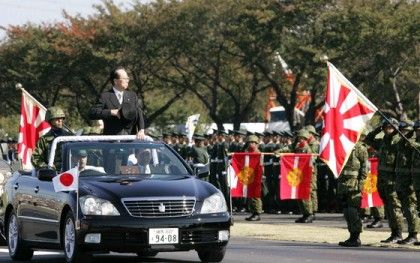
2007年10月28日、第54回中央観閲式にて各部隊を観閲する内閣総理大臣福田康夫

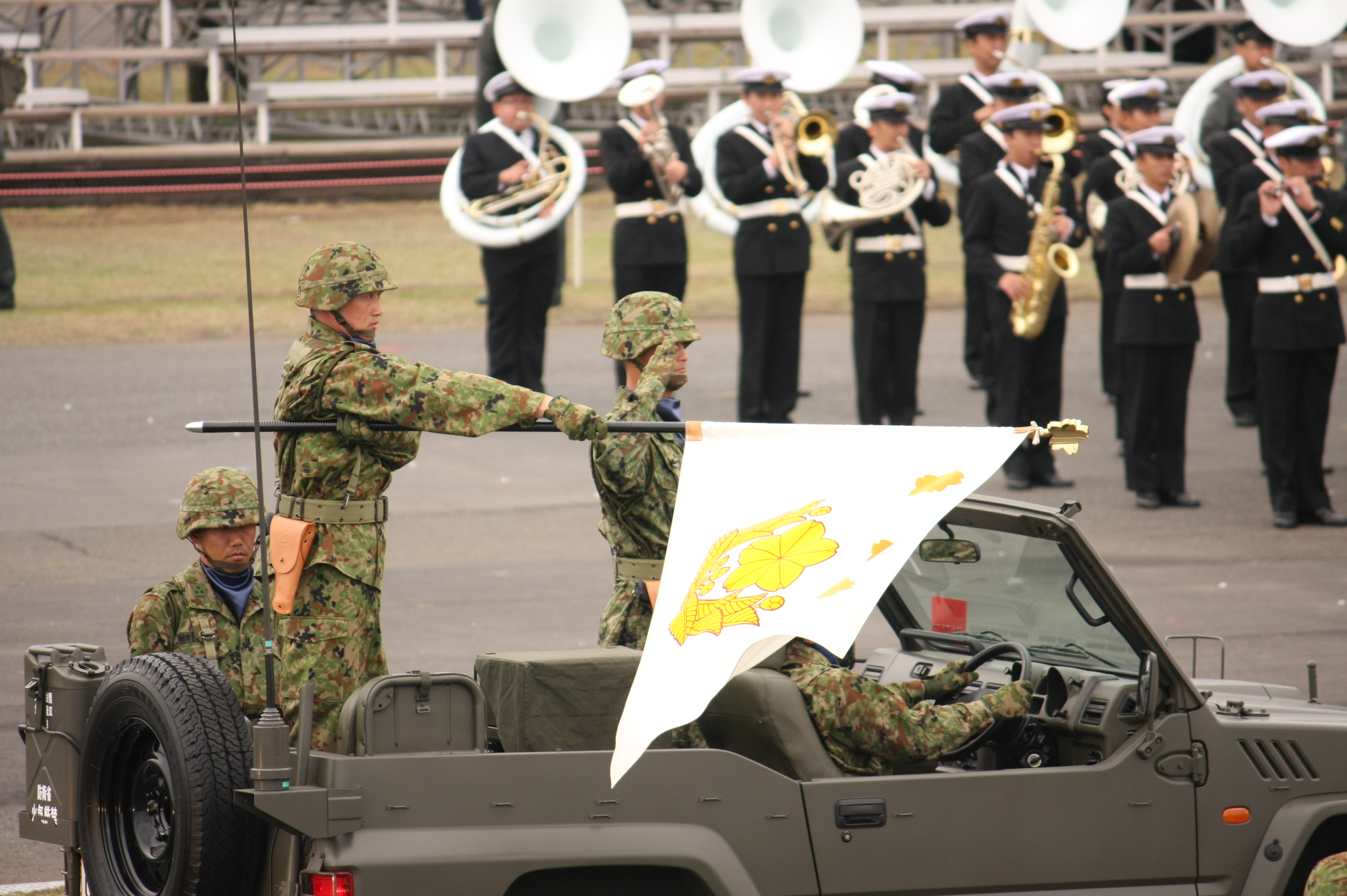
2010年10月15日、朝霞駐屯地にて中央観閲式方面隊予行に臨む観閲部隊指揮官第1師団長中川義章

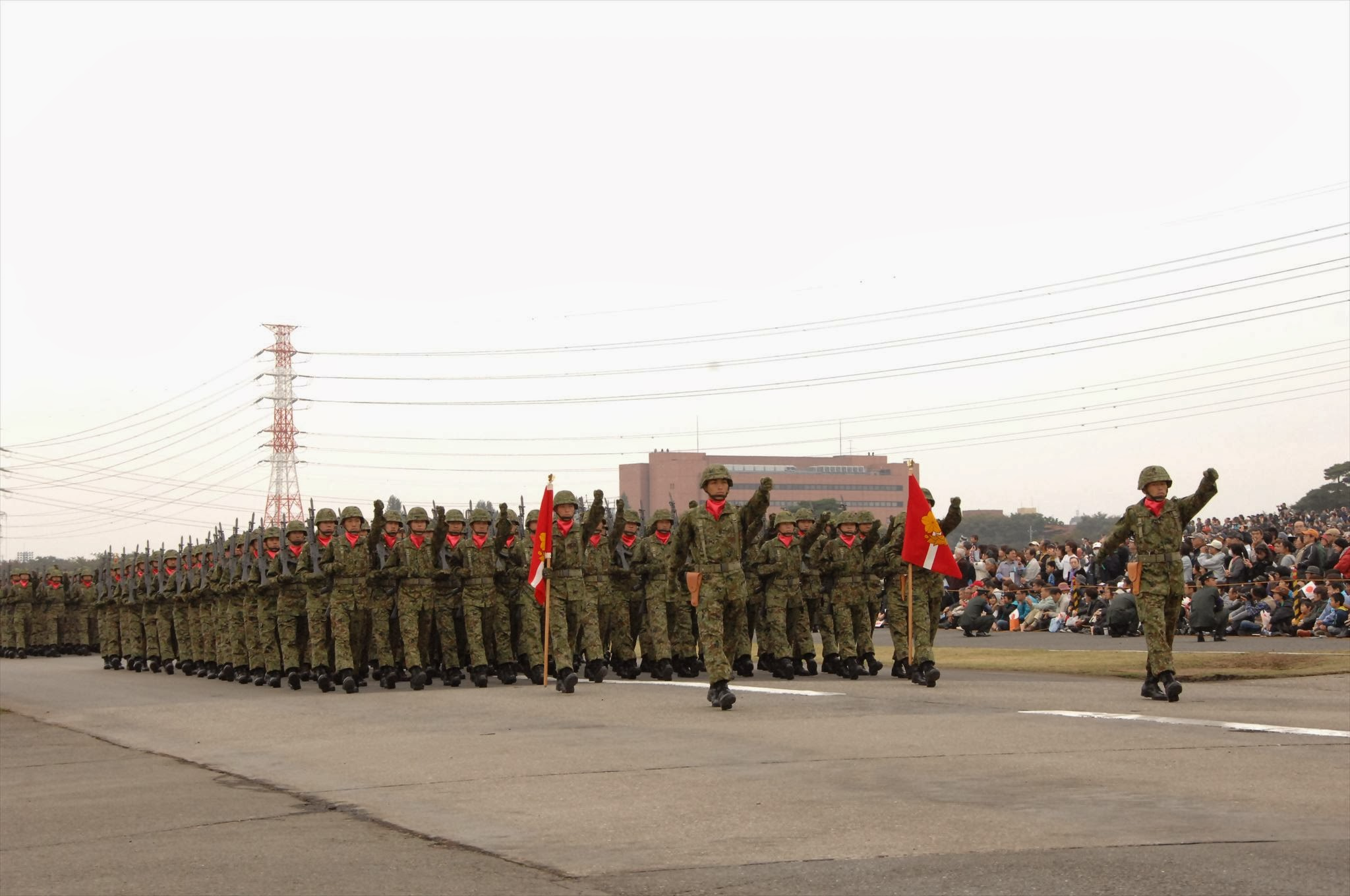
2010年10月24日、第57回中央観閲式における普通科部隊

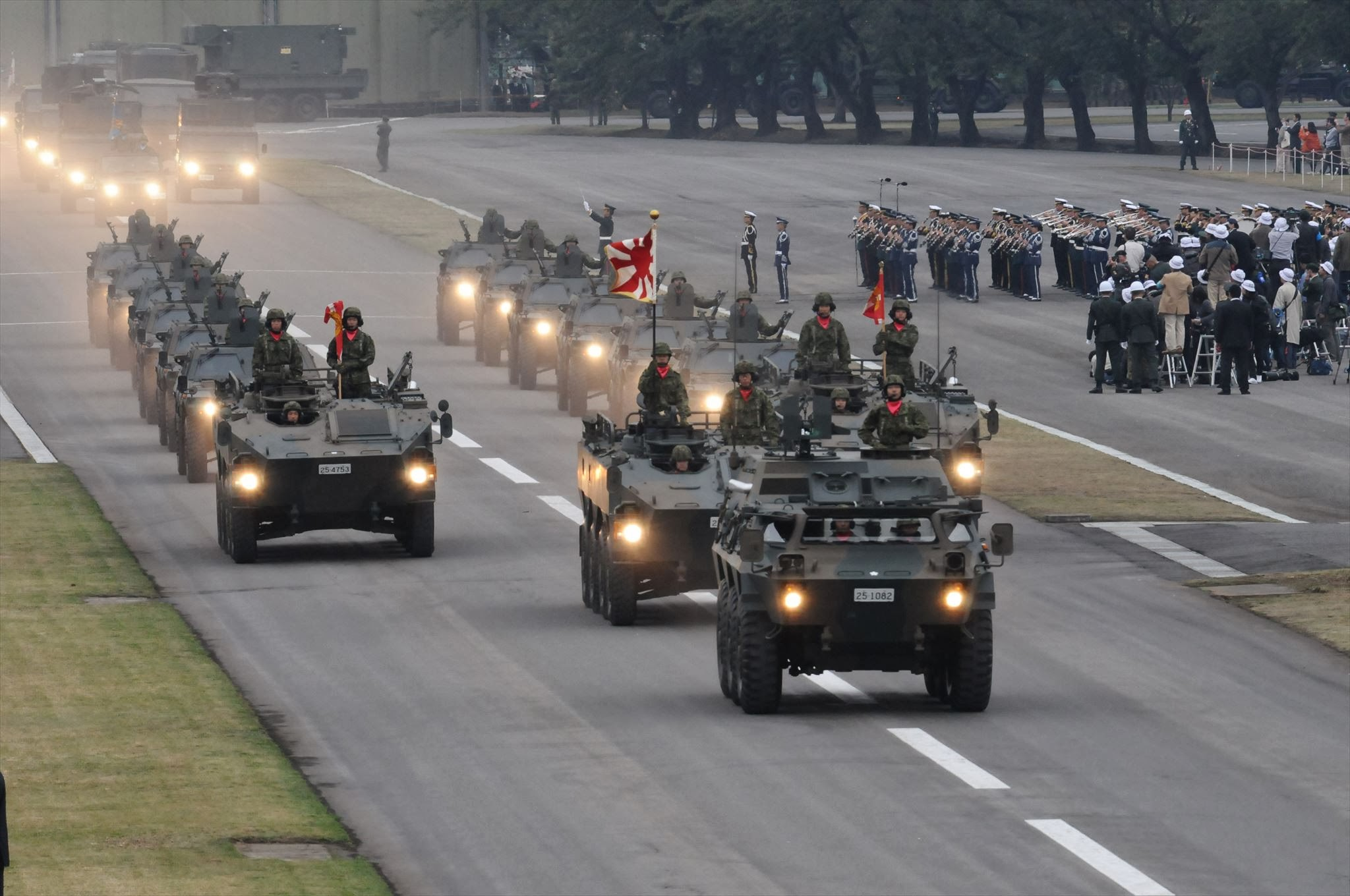
第57回中央観閲式における中央即応連隊

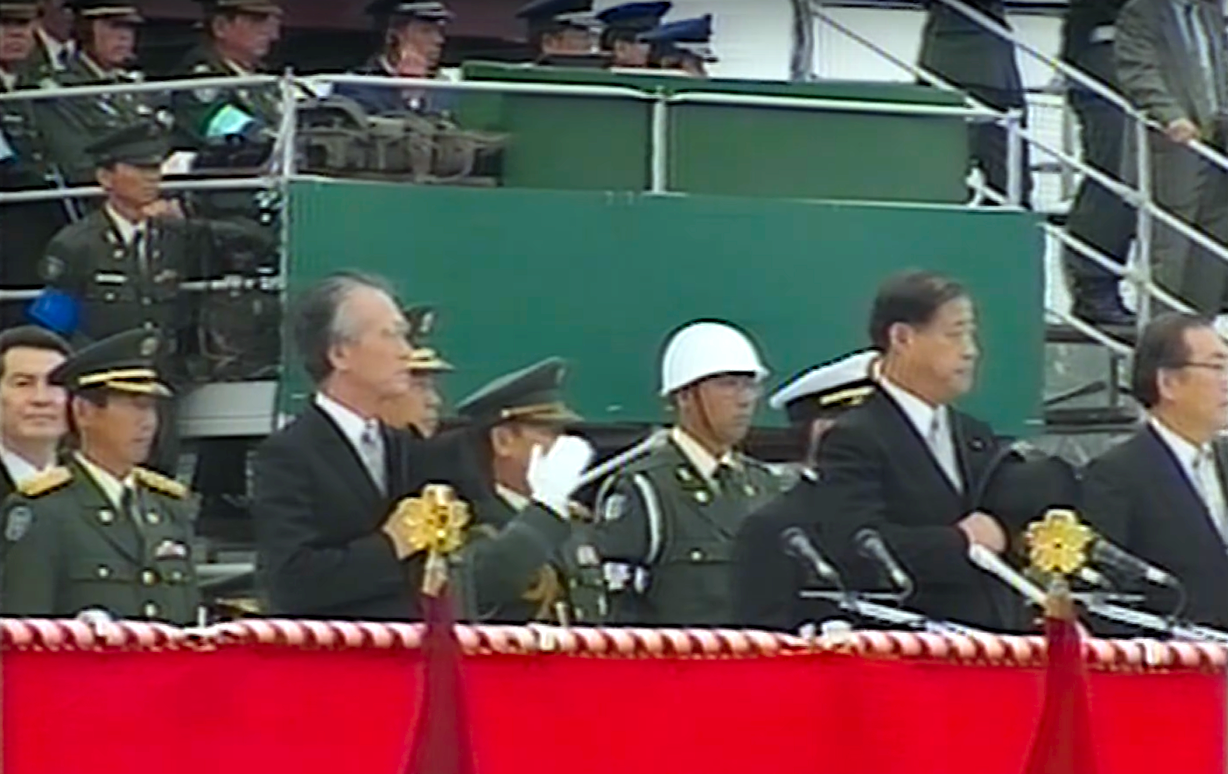
1994年10月30日、自衛隊観閲式にて観閲する内閣総理大臣村山富市（手前左）と防衛庁長官玉澤徳一郎（手前右）

警察予備隊が発足した翌年の1951年（昭和26年）に東京都江東区の越中島駐屯地で初めて観閲式が行われた。1952年（昭和27年）に保安隊が発足し、1953年（昭和28年）第一回保安隊創立記念観閲式が行われた。翌1954年（昭和29年）に自衛隊が発足して1955年（昭和30年）に防衛庁創立一周年記念式典が行われ、神宮外苑絵画館前で1972年（昭和47年）まで続けられた。
観閲式は1973年（昭和48年）から交通事情等の関係で現在の朝霞訓練場（朝霞駐屯地に隣接）へ会場を移し、大規模災害があった年度と昭和天皇の体調不良により中止された1988年（昭和63年）を除いて、ほぼ毎年行われた。1996年（平成8年）以降はアメリカ同時多発テロ事件の影響により中止された2001年（平成13年）を除いて、陸上自衛隊・海上自衛隊・航空自衛隊の持ち回りで実施され、陸上自衛隊担当が中央観閲式となる。海上自衛隊担当は自衛隊観艦式、航空自衛隊担当では航空観閲式となり、回次はそれらの通算である。
2001年（平成13年）はアメリカ同時多発テロ事件の影響により当年度の実施が中止となった影響で2004年（平成16年）に開催されるまで、6年間の実施間隙が生じた。以降、陸上自衛隊担当年度の前年に東部方面隊が主力となって同じ会場で「東部方面隊創立記念行事観閲式」を行っている。東部方面隊以外の各方面隊も、北部方面隊を除き「方面隊創隊記念」として独自に観閲式や観閲行進を行っている。
2018年（平成30年）度は、本来は自衛隊観艦式の実施予定であったが、朝霞訓練場が2020年東京オリンピック射撃競技の会場となり、2019年（令和元年）度の実施が不可能となったため、2019年（令和元年）度実施予定だった中央観閲式を前倒しして実施した。「空（航空観閲式）→海（自衛隊観艦式）→陸（中央観閲式）」の持ち回り実施を開始して以来初めての事態であった。
新型コロナウィルス感染症が流行していた2021年（令和3年）度は、朝霞訓練場ではなく朝霞駐屯地内において、同駐屯地に所属する部隊のみが参加して一般公開を伴わずに実施された。その内容は栄誉礼・儀仗、巡閲および観閲官訓示であり、観閲行進は行われなかった。
2024年（令和6年）9月13日に防衛省は、同年11月9日に朝霞訓練場で行う「防衛省・自衛隊70周年記念観閲式」は、2018年（平成30年）度までと同様に行進を行うが、準備にかかる部隊の負担軽減のため無観客で開催すると発表した。また観閲式参加部隊・観閲行進についても海上・航空自衛隊および防衛大学校等が省略され、可能な限り第1師団隷下部隊・東部方面隊直轄部隊の参加となった。また、徒歩行進は第1普通科連隊のみ、車両行進の装備品は2-3両程度と大規模な縮小化が行われた。
2025年（令和7年）7月30日に防衛省は、「我が国が戦後最も厳しく複雑な安全保障環境に直面する現在」「観閲式等を実施することは困難な状況に至って」いるとして「今後、観閲式等は、我が国を取り巻く安全保障環境が大きく変化しない限り、実施いたしません」と発表した。
| 名称                           | 年次   | 実施日   | 主管       | 場所       |
| ------------------------------ | ------ | -------- | ---------- | ---------- |
| 平成8年度第43回航空観閲式      | 1996年 | 10月27日 | 航空自衛隊 | 百里基地   |
| 平成9年度第44回自衛隊観艦式    | 1997年 | 10月26日 | 海上自衛隊 | 相模湾     |
| 平成10年度第45回中央観閲式     | 1998年 | 11月1日  | 陸上自衛隊 | 朝霞訓練場 |
| 平成11年度第46回航空観閲式     | 1999年 | 10月31日 | 航空自衛隊 | 百里基地   |
| 平成12年度第47回自衛隊観艦式   | 2000年 | 10月29日 | 海上自衛隊 | 相模湾     |
| 平成13年度第48回中央観閲式     | 2001年 |          | 陸上自衛隊 | 中止       |
| 平成14年度第49回航空観閲式     | 2002年 | 10月20日 | 航空自衛隊 | 百里基地   |
| 平成15年度第50回自衛隊観艦式   | 2003年 | 10月26日 | 海上自衛隊 | 相模湾     |
| 平成16年度第51回中央観閲式     | 2004年 | 11月7日  | 陸上自衛隊 | 朝霞訓練場 |
| 平成17年度第52回航空観閲式     | 2005年 | 10月30日 | 航空自衛隊 | 百里基地   |
| 平成18年度第53回自衛隊観艦式   | 2006年 | 10月29日 | 海上自衛隊 | 相模湾     |
| 平成19年度第54回中央観閲式     | 2007年 | 10月28日 | 陸上自衛隊 | 朝霞訓練場 |
| 平成20年度第55回航空観閲式     | 2008年 | 10月19日 | 航空自衛隊 | 百里基地   |
| 平成21年度56回自衛隊観艦式     | 2009年 | 10月25日 | 海上自衛隊 | 相模湾     |
| 平成22年第57回中央観閲式       | 2010年 | 10月24日 | 陸上自衛隊 | 朝霞訓練場 |
| 平成23年度第58回航空観閲式     | 2011年 | 10月16日 | 航空自衛隊 | 百里基地   |
| 平成24年度第59回自衛隊観艦式   | 2012年 | 10月14日 | 海上自衛隊 | 相模湾     |
| 平成25年度第60回中央観閲式     | 2013年 | 10月27日 | 陸上自衛隊 | 朝霞訓練場 |
| 平成26年度第61回航空観閲式     | 2014年 | 10月26日 | 航空自衛隊 | 百里基地   |
| 平成27年度第62回自衛隊観艦式   | 2015年 | 10月18日 | 海上自衛隊 | 相模湾     |
| 平成28年度第63回中央観閲式     | 2016年 | 10月23日 | 陸上自衛隊 | 朝霞訓練場 |
| 平成29年度第64回航空観閲式     | 2017年 |          | 航空自衛隊 | 中止       |
| 平成30年度第65回中央観閲式     | 2018年 | 10月14日 | 陸上自衛隊 | 朝霞訓練場 |
| 令和元年度第66回自衛隊観艦式   | 2019年 |          | 海上自衛隊 | 中止       |
| 令和2年度第67回航空観閲式      | 2020年 | 11月28日 | 航空自衛隊 | 入間基地   |
| 令和3年度第68回中央観閲式      | 2021年 | 11月27日 | 陸上自衛隊 | 朝霞駐屯地 |
| 令和4年度第69回自衛隊観艦式    | 2022年 | 11月6日  | 海上自衛隊 | 相模湾     |
| 令和5年度第70回航空観閲式      | 2023年 | 11月11日 | 航空自衛隊 | 入間基地   |
| 防衛省・自衛隊70周年記念観閲式 | 2024年 | 11月9日  | 陸上自衛隊 | 朝霞訓練場 |

## 主要出席者
- 観閲官：内閣総理大臣
- 主催者：防衛大臣
- 実施責任者：陸上幕僚長
- 執行者：陸上総隊司令官[13]
- 観閲部隊指揮官：第1師団長
- 観閲飛行部隊指揮官：東部方面航空隊長[14]

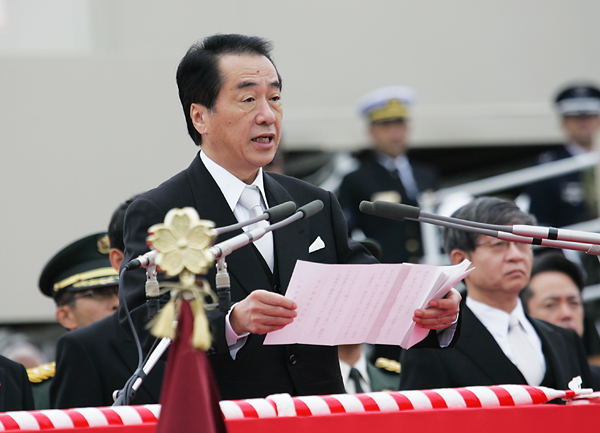
2010年10月24日、第58回中央観閲式にて訓示する内閣総理大臣菅直人

- 防衛大臣政務官、参議院議長、統合幕僚長（代行：統合幕僚副長）、海上幕僚長、航空幕僚長他

## 参加部隊

### 令和6年度実施分
以下に令和6年実施分について記載する。

#### 観閲式参列部隊
- 音楽科：中央音楽隊・東部方面音楽隊・第12音楽隊の合同音楽隊
- 空挺部隊：第1空挺団
- 機甲科：第1偵察戦闘大隊
- 施設科：第1施設大隊
- 航空科：第1飛行隊
- 後方支援（職種混成）：第1後方支援連隊
- 普通科：第1普通科連隊
- 野戦特科：東部方面特科連隊
- 高射特科：第2高射特科群
- 通信科：東部方面システム通信群
- 後方支援（職種混成）：東部方面後方支援隊
- 衛生科：東部方面衛生隊
- 会計科：東部方面会計隊
- 教育部隊（その他部隊）：東部方面指揮所訓練支援隊

#### 先進装備展示
車両搭載高出力レーザー実証装置（防衛装備庁）

#### 観閲行進（行進曲「凱旋」→「大空」（観閲部隊指揮官・普通科部隊）→「陽光を背に」）
- 中央音楽隊・東部方面音楽隊・第12音楽隊の合同音楽隊
- 観閲部隊指揮官（第1師団司令部）
- 普通科部隊（徒歩部隊）：第1普通科連隊
  - 第1梯隊：第2中隊
  - 第2梯隊：第3中隊
  - 第3梯隊：第4中隊
- 普通科部隊（車両部隊）：第2普通科連隊第1中隊長
  - 軽装甲機動車2両、96式装輪装甲車2両、中距離多目的誘導弾搭載高機動車2両
- 情報科部隊：東部方面情報処理隊
  - スキャンイーグル (航空機)搭載1トン半トラック1両
- 施設科部隊：第1施設大隊
  - 07式機動支援橋2両、掩体掘削機搭載セミトレーラー1両
- システム通信科部隊：東部方面システム通信群
  - ネットワーク電子戦システム1両
- 武器科部隊：東部方面後方支援隊第102不発弾処理隊
  - 重レッカ1両
- 需品科部隊：需品教導隊
  - 浄水セット1両
- 輸送科部隊：東部方面後方支援隊東部方面輸送隊
  - AAV7積載特大型セミトレーラー１両、コンテナ積載セミトレーラー1両
- 化学科部隊：第1特殊武器防護隊
  - NBC偵察車1両、化学防護車1両
- 警務科部隊：第126地区警務隊
  - 警務用オートバイ2両
- 衛生科部隊：東部方面衛生隊
  - 野外手術システム2両、1トン半救急車2両
- 野戦特科部隊：東部方面特科連隊
  - 12式地対艦誘導弾発射機1両、19式装輪自走155mmりゅう弾砲1門、FH-70 2門
- 高射特科部隊：第2高射特科群
  - 93式近距離地対空誘導弾2両、81式短距離地対空誘導弾発射機2両、03式中距離地対空誘導弾発射機2両
- 機甲科部隊：第1偵察戦闘大隊
  - 偵察用オートバイ2両、87式偵察警戒車1両、10式戦車1両、90式戦車1両、16式機動戦闘車2両

#### 観閲飛行

##### 回転翼機
- 編隊群指揮官機：UH-1×1（東部方面航空隊　東部方面ヘリコプター隊）
- UH-2×1（航空学校）
- AH-1S×1（東部方面航空隊　第4対戦車ヘリコプター隊）
- UH-60×1（第12旅団 第12ヘリコプター隊第1飛行隊）
- SH-60×1（第51航空隊）

##### 固定翼機
- LR-2×1（第1ヘリコプター団連絡偵察飛行隊）
- P-1×1（第4航空群）
- C-2×1（第2輸送航空隊 第402飛行隊 (航空自衛隊)）

##### 戦闘機
- 第2編隊：F-2×2（第7航空団 第3飛行隊）
- 第3編隊：F-15×2（第6航空団 第303飛行隊）
- 第4編隊：F-35A×2（第3航空団 第301飛行隊）

##### 平成30年度実施分との差異
- 東部方面警務隊第302保安警務中隊による特別儀仗の省略
- 海上自衛隊徒歩部隊、航空自衛隊徒歩部隊、防衛大学校学生隊、防衛医科大学校学生隊、高等工科学校生徒隊、女性自衛官部隊の省略
- 陸上自衛隊のみの音楽隊編成
- 部隊用国旗（旗手・旗衛手）、観閲指揮官幕僚の省略
- 観閲行進での「陸軍分列行進曲」の省略
- 「武器科」、「輸送科」、「警務科」が観閲行進に参加、「会計科」と「指揮所訓練支援隊」が観閲式に参加。
- 偵察部隊と戦車部隊が統合し、「機甲科」として参加。
- 観閲飛行が陸海空から、機種別に変更。観閲行進の最後に実施。

### 参考：平成30年度実施分

#### 特別儀仗（らっぱ「速足行進曲 その二」、「栄誉礼冠譜 4回」）

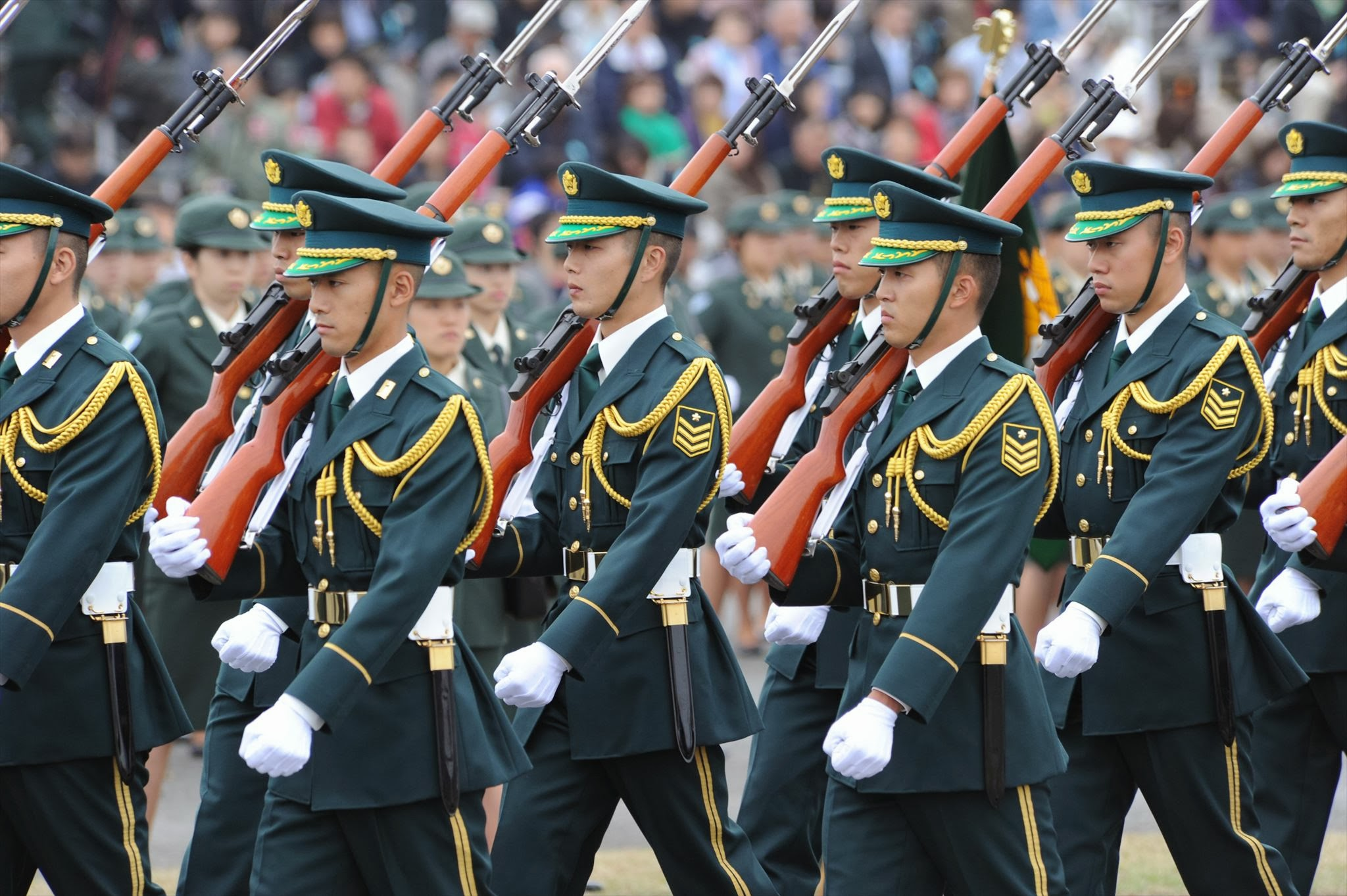
特別儀仗・第302保安警務中隊（2010年）

- 東部方面警務隊第302保安警務中隊

#### 空挺降下展示
- ヘリコプター：北部方面航空隊 北部方面ヘリコプター隊第2飛行隊 UH-1J
- 隊員：第1空挺団 本部中隊員 3名
- 自由降下落下傘 MC-4使用

#### 徒歩部隊（行進曲「凱旋」→「陸軍分列行進曲」→「軍艦」→「空の精鋭」→「大空」）
- 観閲部隊指揮官（第1師団司令部）

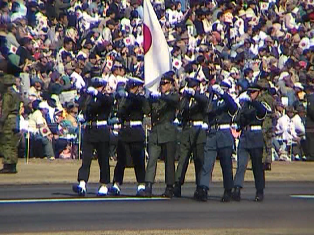
部隊用国旗（2007年）

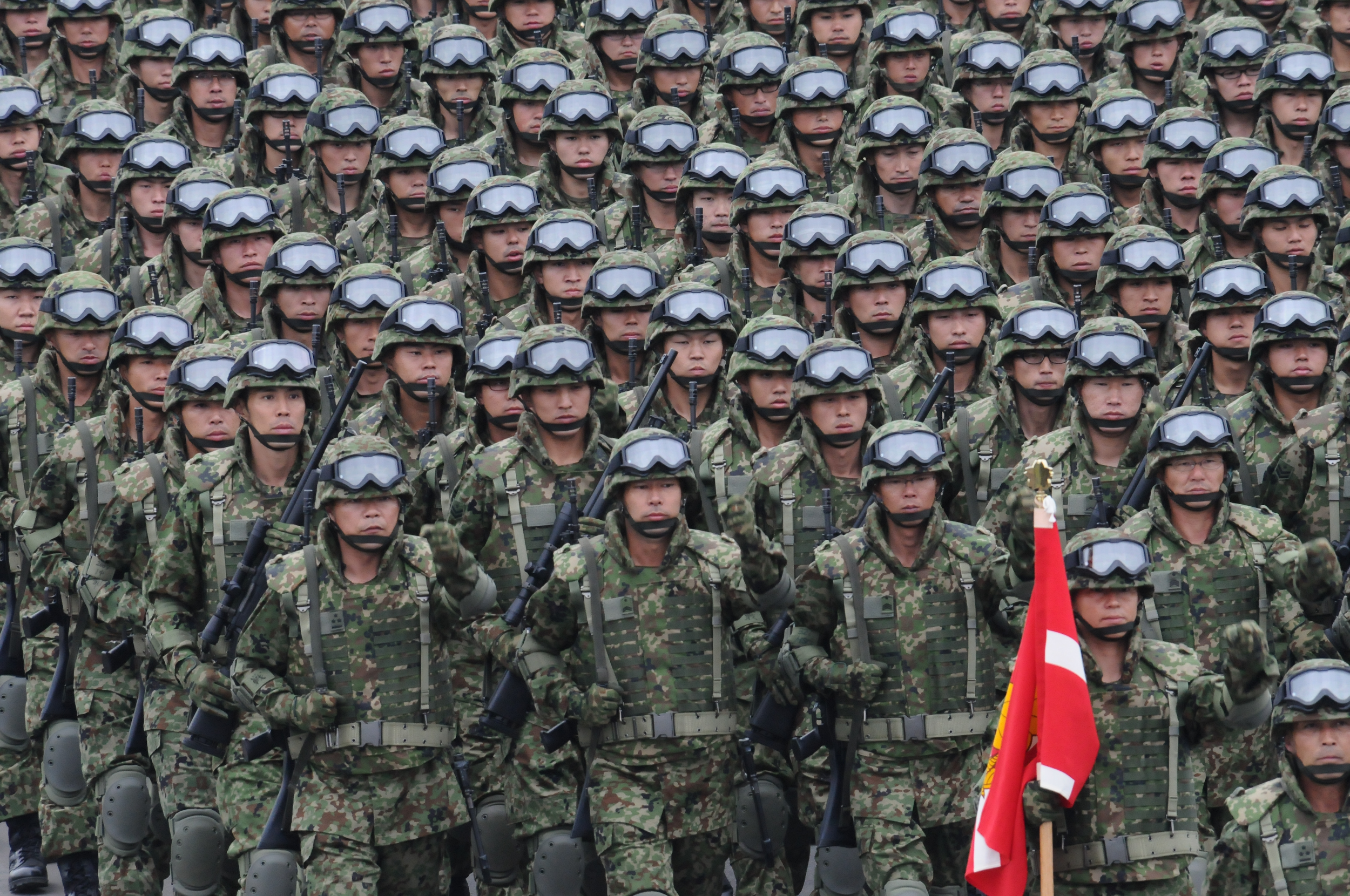
普通科部隊（2010年）

- 陸海空合同音楽隊（陸上自衛隊中央音楽隊、海上自衛隊東京音楽隊、航空自衛隊航空中央音楽隊）
- 観閲部隊指揮官及び幕僚
- 部隊用国旗（旗手・旗衛手）
- 防衛大学校学生隊
- 防衛医科大学校学生隊
- 陸上自衛隊高等工科学校生徒隊
- 普通科部隊第1梯隊：通常装備（第1普通科連隊）
- 普通科部隊第2梯隊：対ゲリラ・コマンド対処装備（第32普通科連隊）
- 空挺部隊（第1空挺団特科大隊）
- 海上自衛隊部隊（海上自衛隊第3術科学校）
- 航空自衛隊部隊（航空教育隊第2教育群）
- 女性自衛官部隊（指揮官：東部方面通信群隊員（2等陸佐） 陸海空から士クラスの女性自衛官が各自衛隊100名ほど臨時招集される[15]）

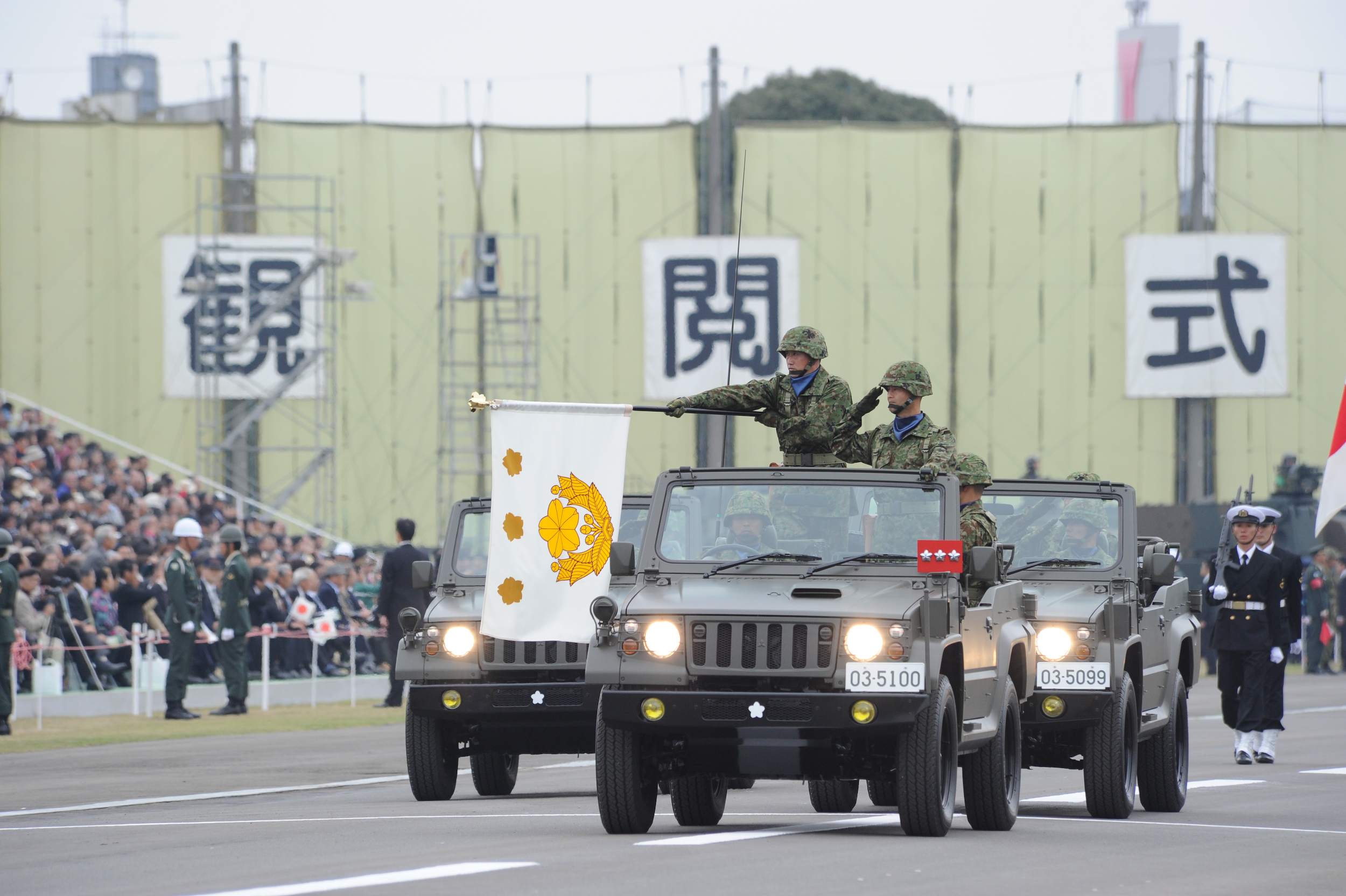
観閲部隊指揮官（2010年）
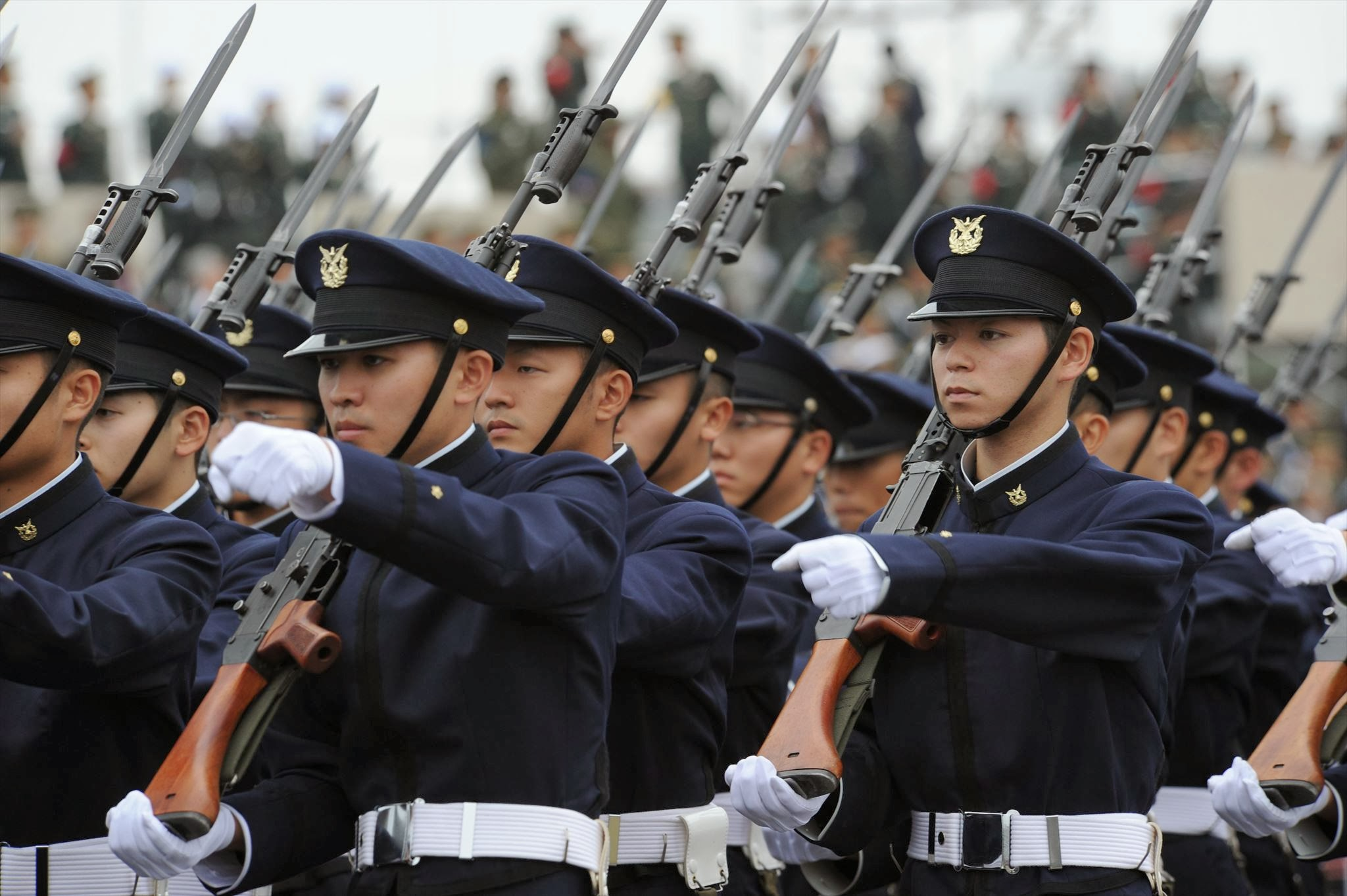
防衛大学校学生隊（2010年）
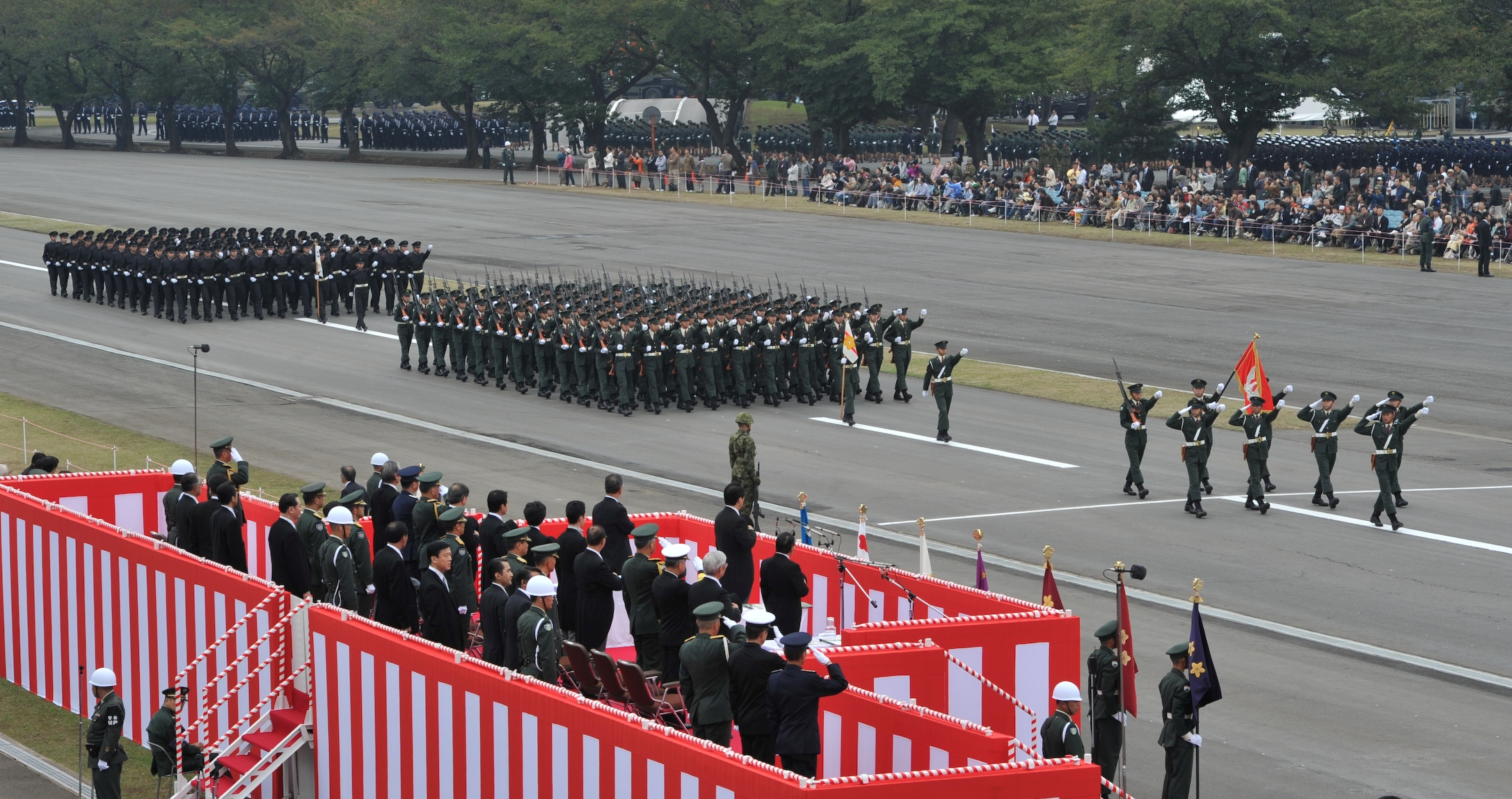
高等工科学校生徒隊（2010年）
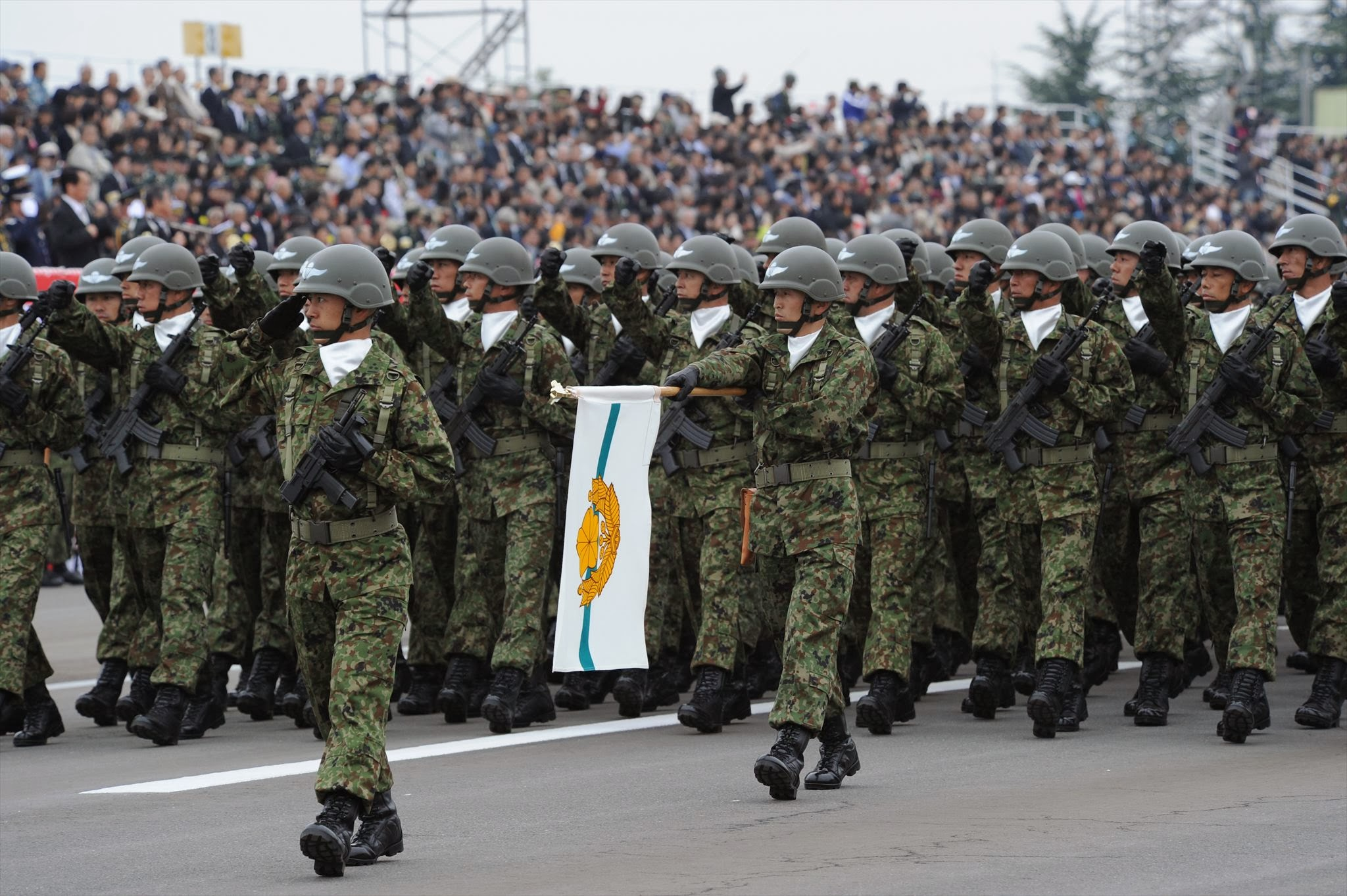
空挺部隊（2010年）
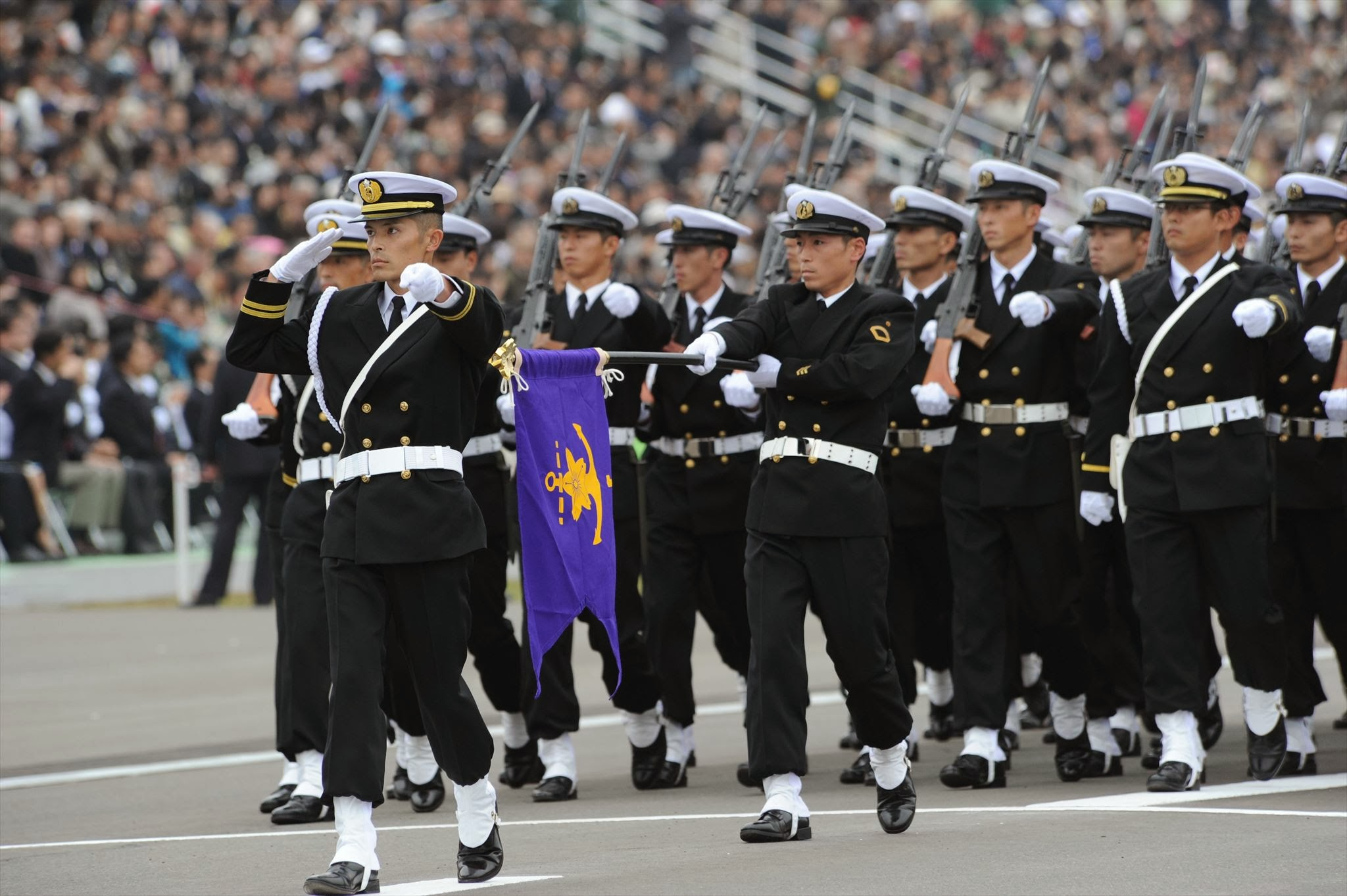
海上自衛隊部隊（2010年）
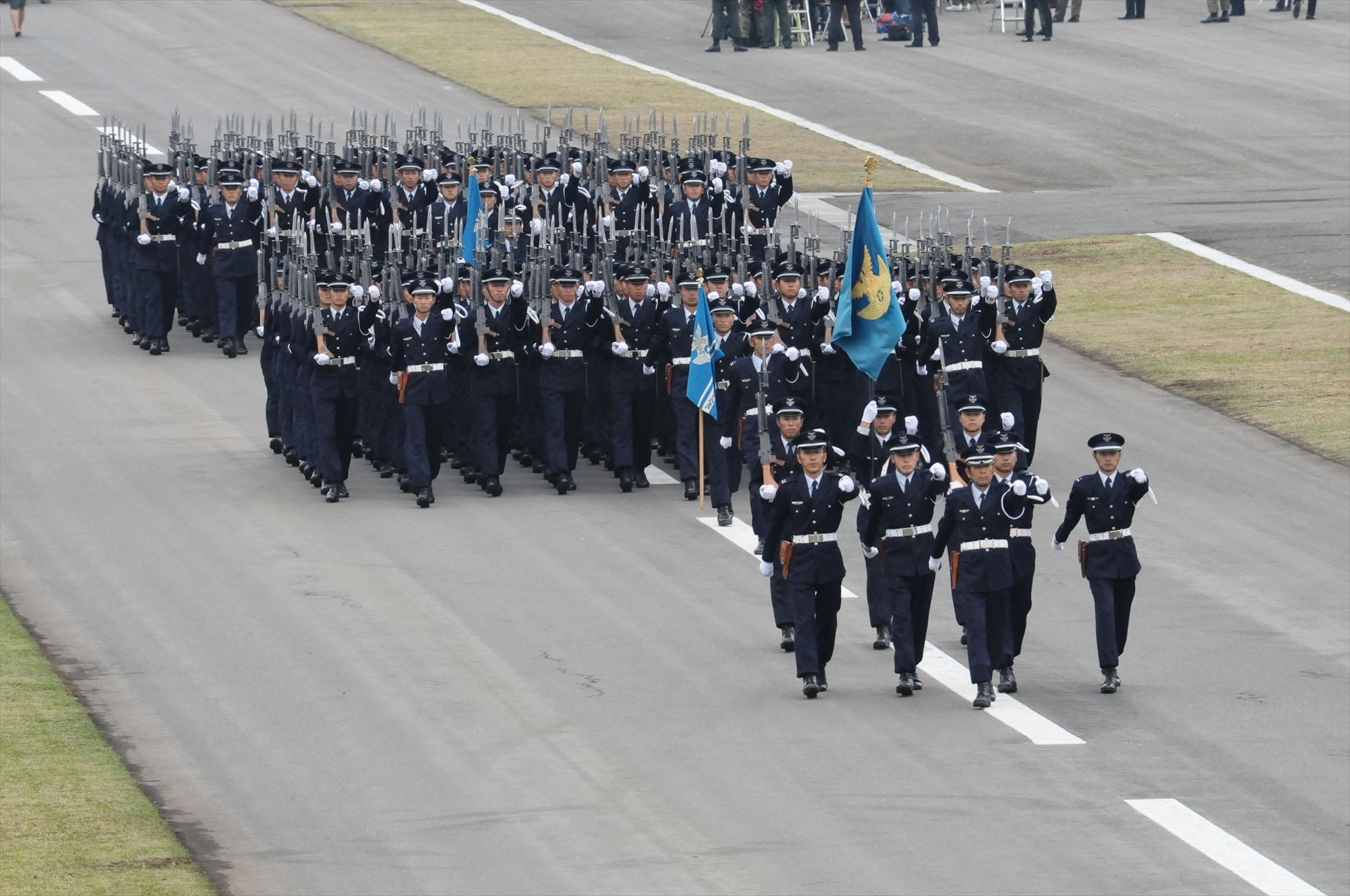
航空自衛隊部隊（2010年）

#### 航空部隊

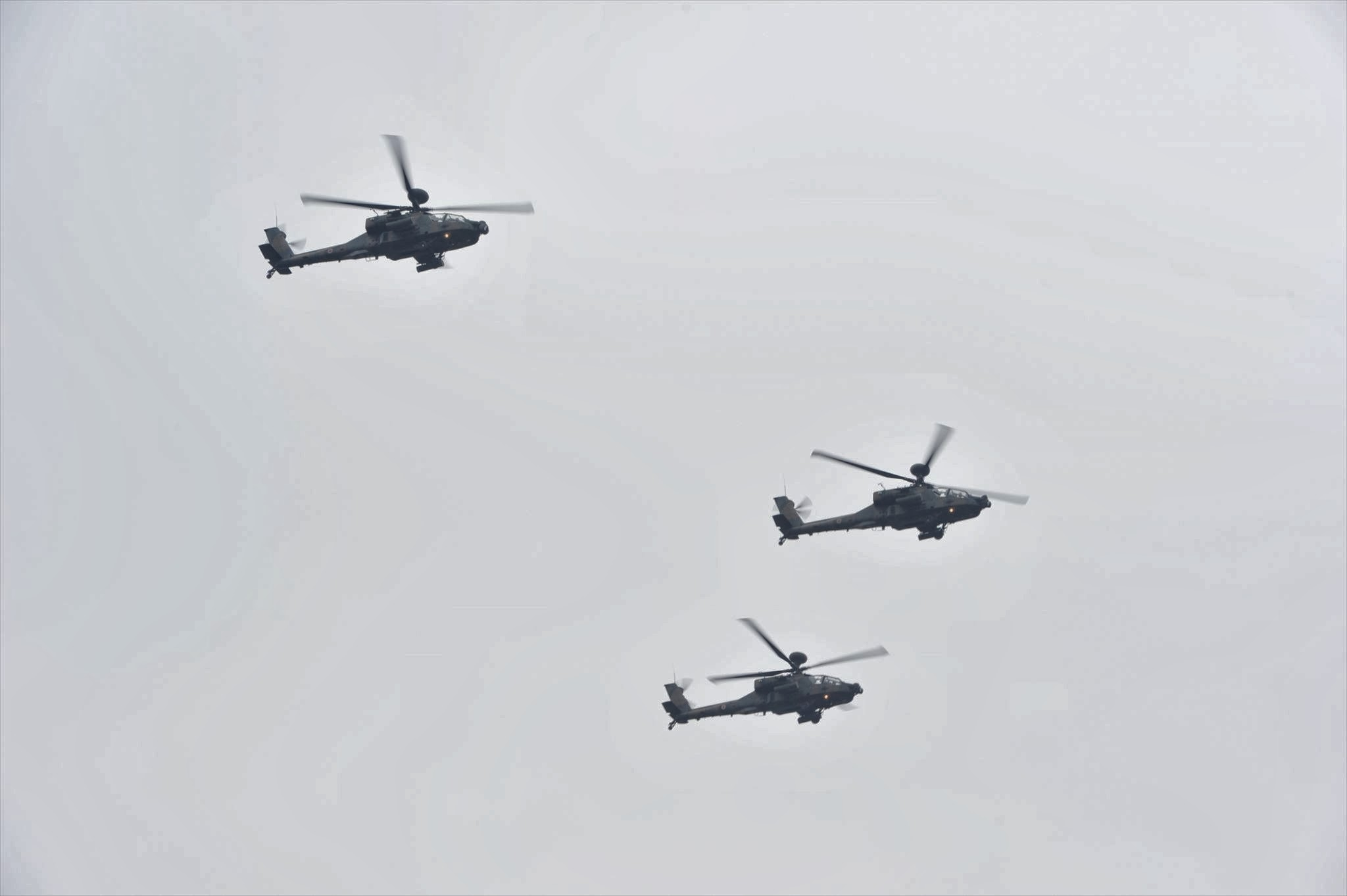
AH-64D編隊（2010年）

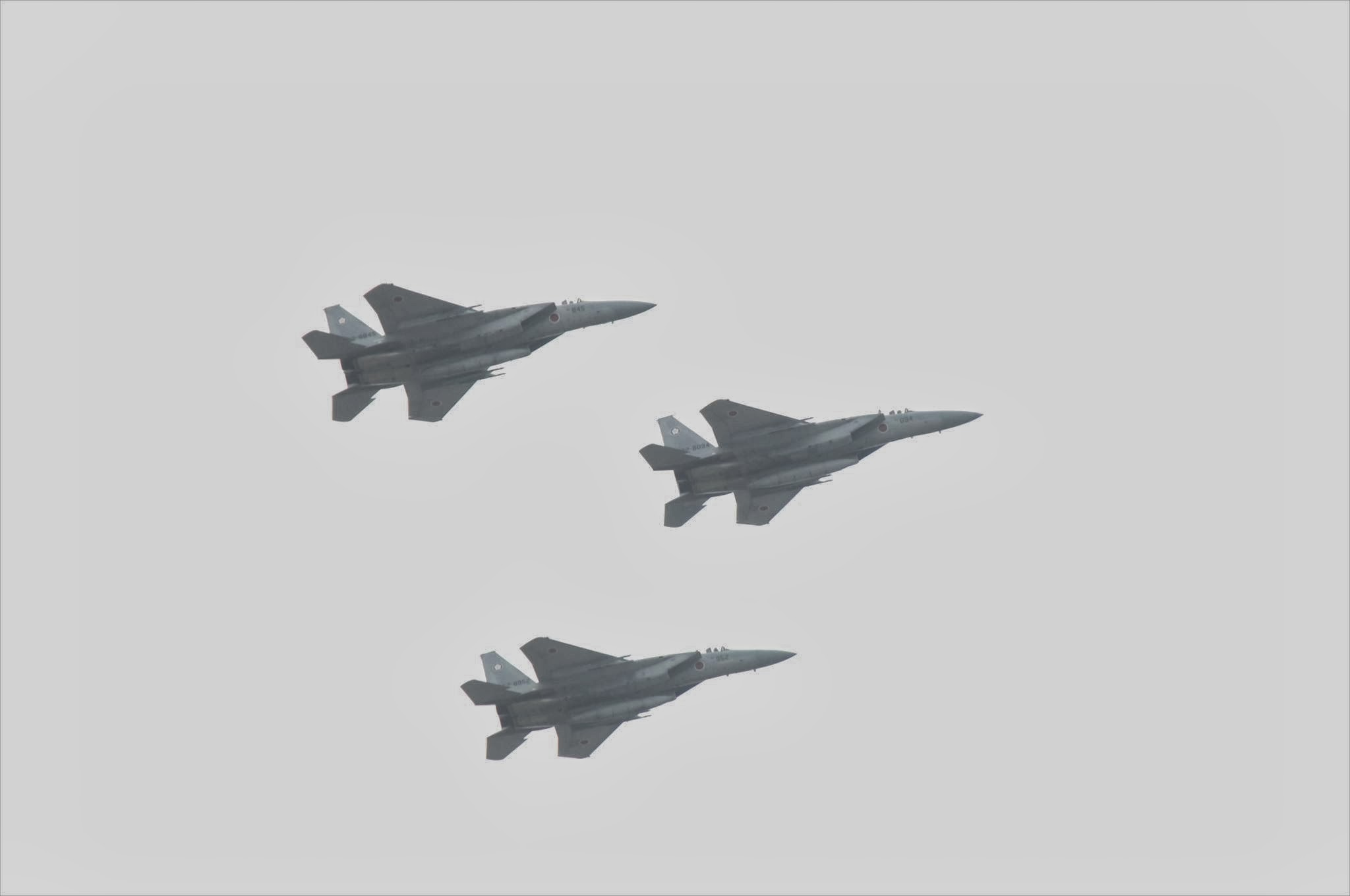
F-15編隊（2010年）

括弧で囲んだ部隊名は編隊部隊を示す。（以下、編隊長が部隊長である場合、部隊長名義で表記している）

##### 陸上自衛隊編隊群
陸上自衛隊・編隊群指揮官：第1ヘリコプター団副団長
- 第1編隊：指揮編隊（CH-47×3）（第1ヘリコプター団 第1輸送ヘリコプター群長）※女性陸士長搭乗
- 第2編隊：OH-6×3（第12旅団 第12ヘリコプター隊本部付隊長）
- 第3編隊：AH-1S×5（東部方面航空隊　第4対戦車ヘリコプター隊長）
- 第4編隊：UH-1×3（第1師団 第1飛行隊長）
- 第5編隊：UH-60×5（航空学校 教育支援飛行隊）
- 第6編隊：CH-47×5（第1ヘリコプター団 第104飛行隊）※女性陸曹搭乗
- 第7編隊：LR-2×2（第1ヘリコプター団 連絡飛行偵察隊）※女性陸尉搭乗

##### 海上自衛隊編隊
- US-2（第31航空群 第71航空隊 第71飛行隊長）
- P-3C (第2航空群 第2航空隊 第22飛行隊長)
- P-1（第4航空群 第3航空隊 第31飛行隊）※副操縦士・戦術航空士として女性が搭乗。

##### 航空自衛隊編隊
- 第1編隊：C-2×2（第3輸送航空隊 第403飛行隊）
- 第2編隊：F-2×3（第3航空団 第3飛行隊）
- 第3編隊：F-15×3（第6航空団 第303飛行隊）
- 第4編隊：F-35A×2（第3航空団 臨時F-35A飛行隊）：訓練飛行展示（離着形態の低速飛行）に移行

#### 車両部隊（行進曲「陽光を背に」）

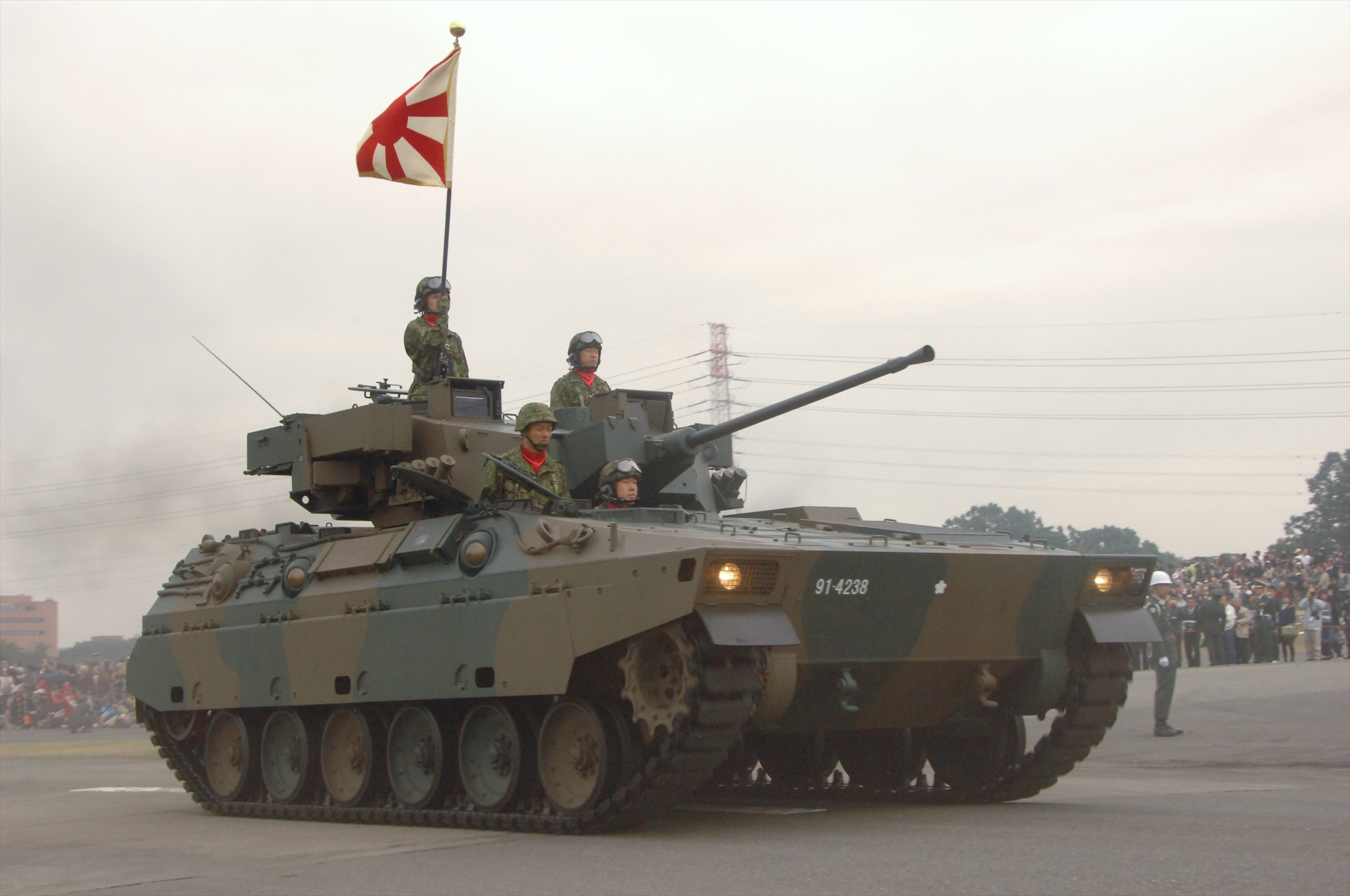
普通科車両部隊（2010年）

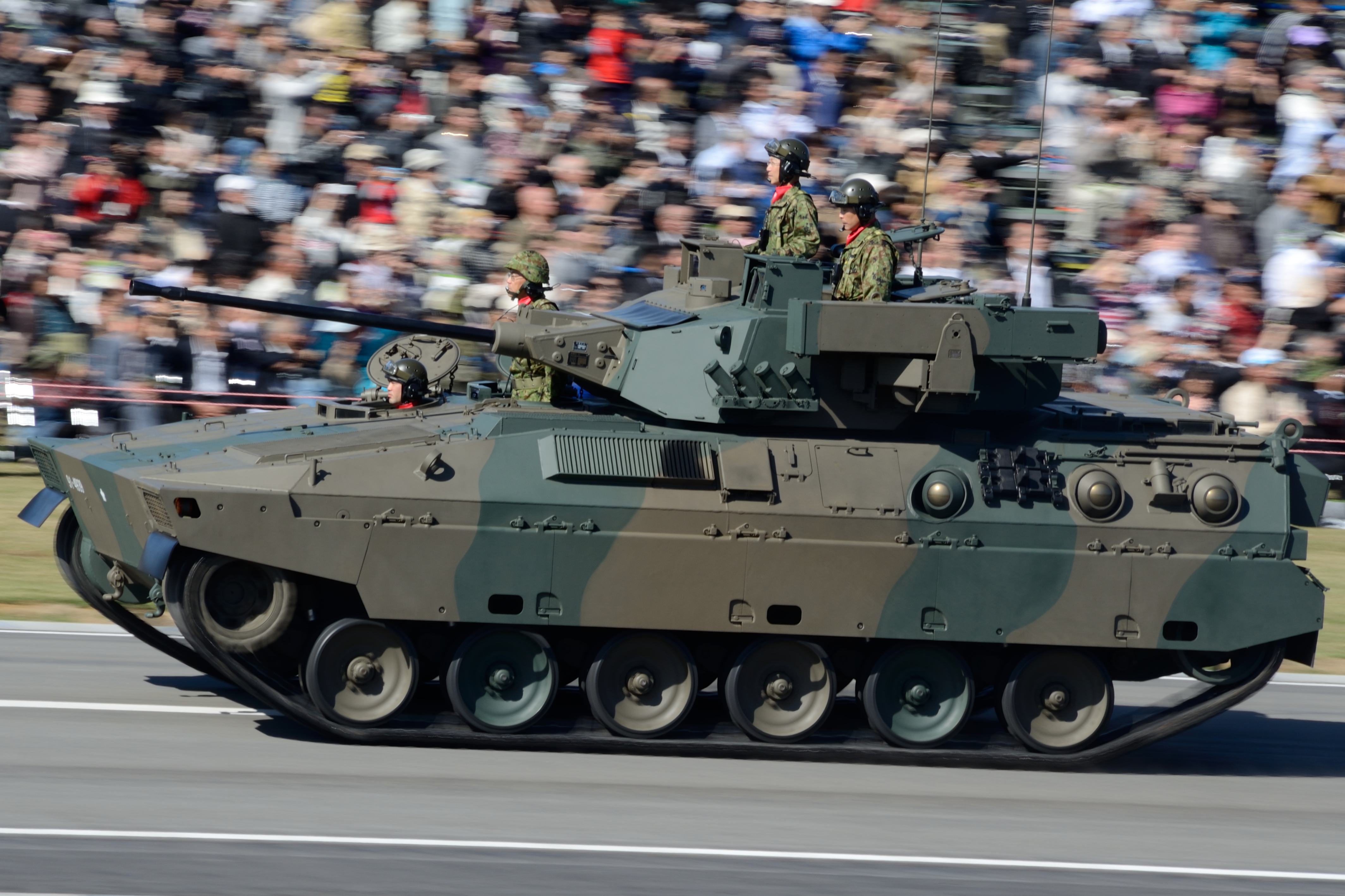
普通科車両部隊（2013年）。なお、平時に第31普通科連隊は89式装甲戦闘車を装備しない

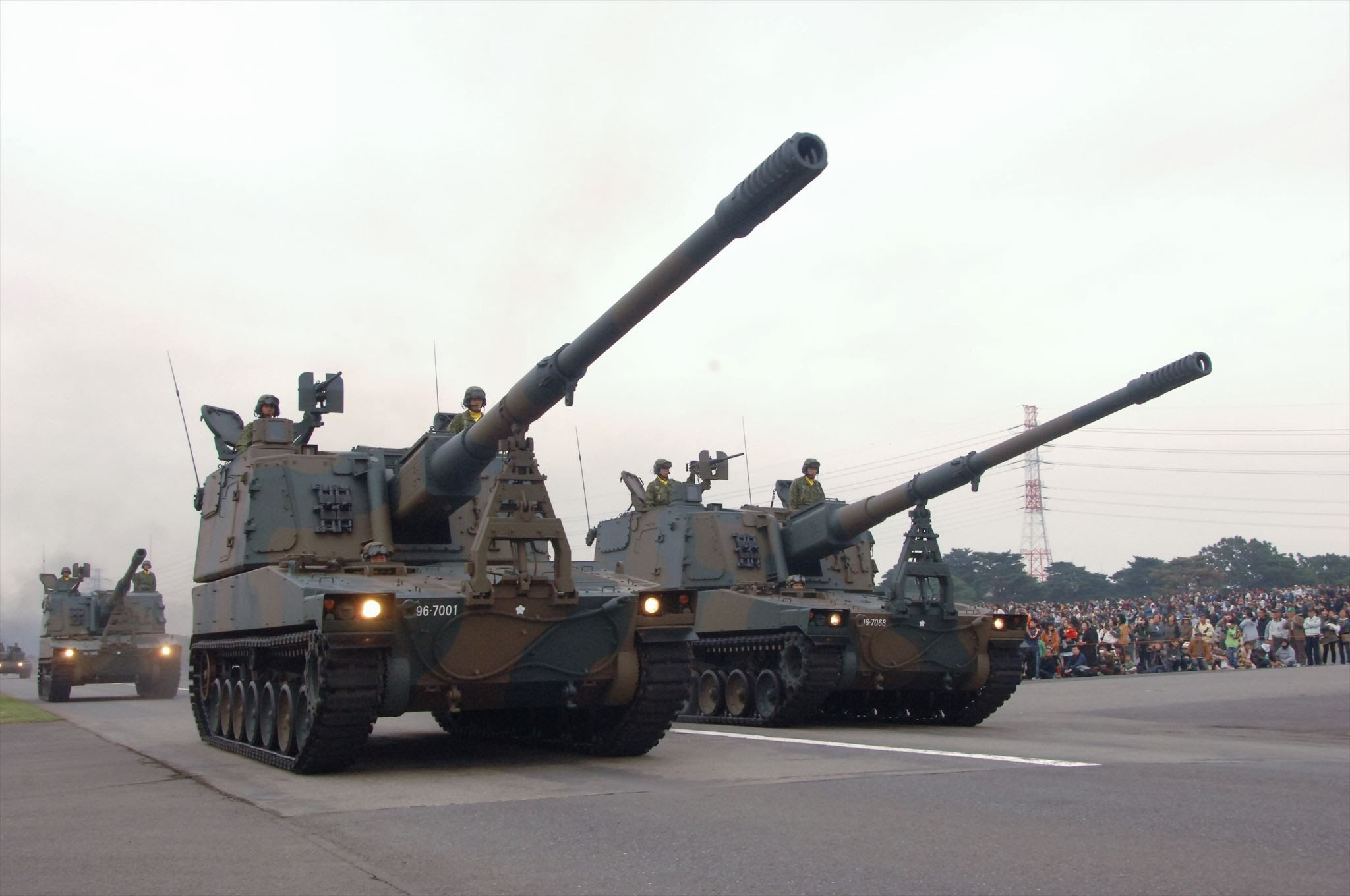
野戦特科部隊（2010年）

括弧で囲んだ部隊名は指揮部隊（特筆なければ第1師団隷下）を示す。指揮部隊が平時において装備しない装備を含め、指揮部隊は主に高射学校・富士教導団、第7師団などの全国の各諸部隊・諸学校により増強を受けている。特筆なければ指揮官は指揮部隊の部隊長が担当。
- 国際平和協力活動派遣部隊（中央即応連隊）：9両（96式装輪装甲車、軽装甲機動車、輸送防護車など）
- 即応予備自衛官部隊（東部方面混成団 第48普通科連隊）：12両(本部管理中隊装備)
- 予備自衛官部隊（軽普通科連隊、第32普通科連隊第1中隊基幹）：12両（トラックなど）
- 陸上戦力を基幹とする横断的統合作戦の部隊
  - 情報科部隊（東部方面情報処理隊）：6両（無人偵察機システムなど）
  - 航空自衛隊ペトリオット部隊（第1高射群 第3高射隊）：5両（PAC3）
  - 高射特科部隊（第1高射特科大隊）：20両
    - 93式近距離地対空誘導弾および11式短距離地対空誘導弾中隊
    - 03式中距離地対空誘導弾中隊
    - 87式自走高射機関砲中隊

  - 地対艦ミサイル部隊（富士教導団 特科教導隊）：11両 （MLRS、88式地対艦誘導弾、12式地対艦誘導弾）※指揮官は混成部隊中隊長
  - 電子戦部隊（東部方面通信群 第304中枢交換通信中隊）：4両
- 迅速に一次展開する部隊
  - 偵察部隊（第1偵察隊）：25両（オートバイ、軽装甲機動車、87式偵察警戒車）
  - 水陸機動部隊（水陸機動団 第1水陸機動連隊）：13両（AAV7、上陸用ボート積載高機動車）
  - 即応機動連隊（第8師団 第42即応機動連隊）：21両（16式機動戦闘車、96式装輪装甲車）
- 事態の推移にあわせ二次展開する部隊

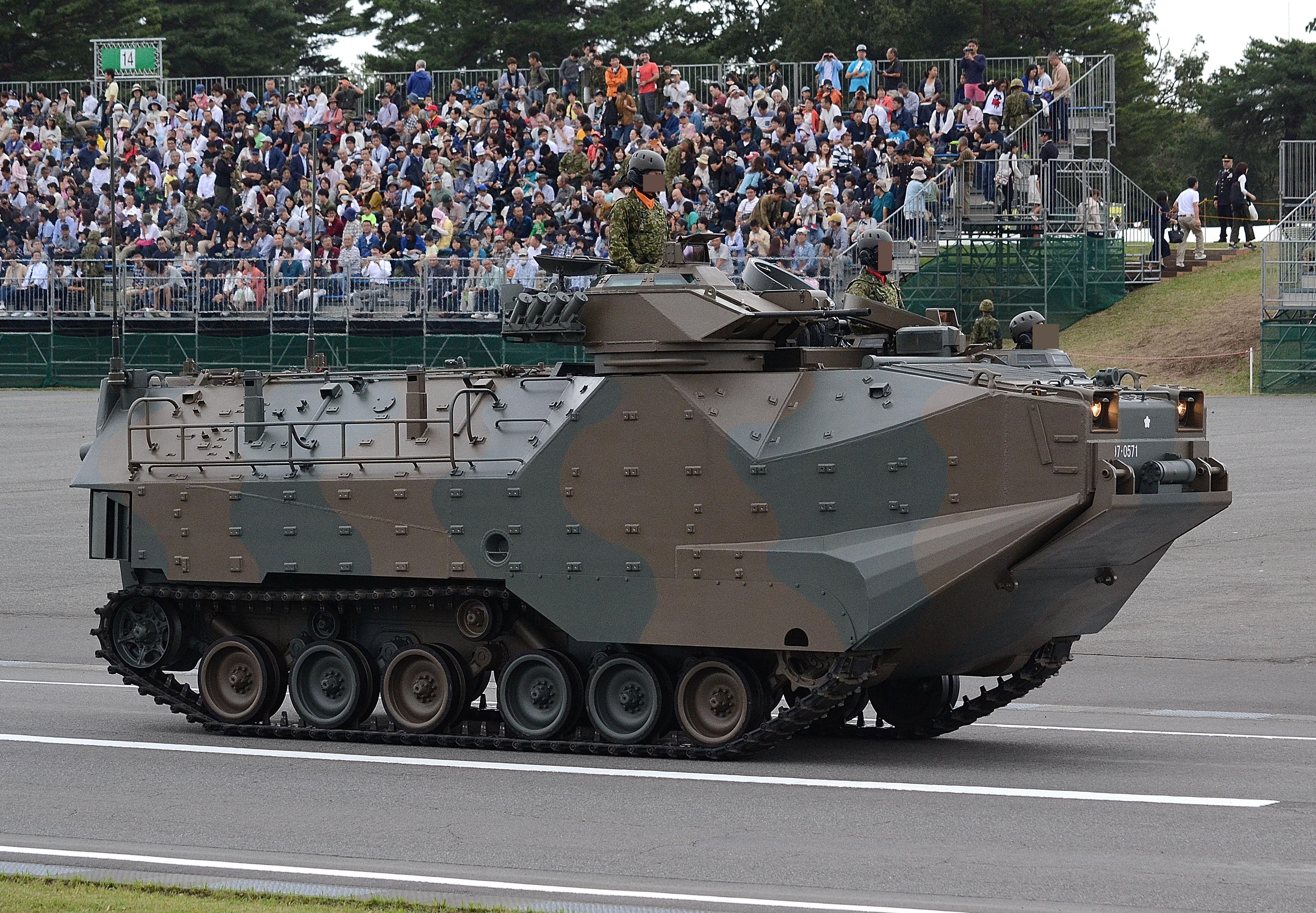
水陸機動部隊（2018年）

  - 水陸機動部隊（2018年）普通科車両部隊（東部方面混成団 第31普通科連隊）：19両
    - 89式装甲戦闘車中隊
    - 高機動車中隊
    - 120mm迫撃砲、96式多目的誘導弾および中距離多目的誘導弾中隊

  - 施設科部隊（第1施設大隊）：9両
  - 通信科部隊（第1通信大隊）：9両（野外通信システム）
  - 化学科部隊（第1特殊武器防護隊）：7両（NBC偵察車など）
  - 衛生科部隊（第1後方支援連隊 衛生隊）：8両（野外手術システム、1トン半救急車）
  - 需品科部隊（第1後方支援連隊 補給隊）：7両（野外入浴システムなど）
  - 野戦特科部隊（第1特科隊）：13両
    - 155mm榴弾砲FH-70中隊
    - 99式自走155mm榴弾砲中隊

  - 戦車部隊（第1戦車大隊）：22両
    - 10式戦車中隊
    - 90式戦車中隊

#### 米軍祝賀部隊
- 祝賀飛行部隊
  - MV-22オスプレイ×2（アメリカ海兵隊 第265海兵飛行隊 中型ティルトローター飛行隊「ドラゴン」）
- 米軍と陸上自衛隊の合同祝賀車両行進
  - 米海兵隊 第1海兵師団 第3強襲水陸両用大隊 第3小隊AAV7×5
  - 陸上自衛隊 水陸機動団戦闘上陸大隊 第2戦闘上陸中隊 AAV7×5

## 備考
- 2018年度までの開催では、自衛隊関係者や外国武官、会場周辺自治体の住民[17]などが招待されていた。東部方面隊創立記念行事観閲式と同様[18]に招待者以外は観覧できなかったが、当日の一週間前に実施される総合予行は観覧が一般公募された[19]。総合予行に先立ち、第1師団副師団長を観閲部隊指揮官に、師団予行、方面隊統一予行など、規模を縮小した予行を一部部隊長を替えて実施している。
- 車両部隊の車両に記載されている所属表記(例として、第31普通科連隊の"31普")や、機甲車両に描かれる部隊マークなどの部隊認識表記はすべて消されている。
- 2001年のアメリカ同時多発テロ事件以降世界各地で多発するテロ事件の影響もあり、会場内への飲食物の持ち込みは著しく制限されている。[20]
- 2010年の第57回観閲式以降は、生中継映像の公式ライブ配信がUstreamを通じて行われた。[21]
- 2010年は車両行進後、日米安全保障条約改定50周年記念在日米陸軍・空軍日米祝賀飛行部隊による観閲飛行が行われた。編隊は以下の通り。
  - UH-60編隊（キャンプ座間）
  - F-16編隊（三沢基地）
- 2016年は行事後に展示飛行が行われた。
  - C-2・C-1編隊（岐阜基地）による試験飛行
  - ブルーインパルスによる展示飛行（第1区分）

### 車両行進曲「陽光を背に」
従来は須磨洋朔の「祝典ギャロップ」が長らく使われてきたが2018年度実施では、東北方面音楽隊のコントラバス奏者である岩渕陽介三等陸曹（所属・階級は作曲当時）が作曲した「陽光を背に」を使用している。この曲は、国旗の日の丸が象徴する太陽の威光を背負って完遂する「自衛隊の覚悟」、および、即応機動する陸上防衛力を表現したものという。2018年3月、陸上幕僚監部内では発足以来の大規模改編後、初の中央観閲式となることから、「祝典ギャロップ」に代わる新車両行進曲を作ることを決定し、作品を募集したところ、6作品が応募された。その中から、岩渕三曹の作品が採用された。この功績から岩渕三曹は山崎幸二陸上幕僚長（当時）より第2級賞詞を受けた。